# Streithof
Der Streithof ist ein als Hofanlage errichtetes Landhaus im Broich-Speldorfer Wald in Mülheim an der Ruhr.
Das Anwesen wurde 1905–1907 von dem Düsseldorfer Architekten Wilhelm Zaiser als Alterssitz für Emil Kirdorf, den Generaldirektor der Gelsenkirchener Bergwerks-AG, errichtet und gilt als Vorreiter des Heimatstils. Zur Namensgebung, die vom Bergarbeiteraufstand 1905 herrührt, wird Kirdorf wie folgt zitiert:

„Diese Verhältnisse machten mich zum Vorkämpfer in dem uns aufgezwungenen Streit […]. Zur Erinnerung an diese Zeit […] habe ich mit Zustimmung meiner Gattin beschlossen, dem Neubau den Namen ‚Streithof‘ beizulegen, hoffend, daß er den Meinigen und mir und meinen Nachkommen eine Stätte des Friedens und Glück werde.“

Das aus zwei Flügeln bestehende Herrenhaus setzte der Architekt neben einen Innenhof, um den herum er die Remisen, die Stallungen, einen Autoschuppen, die Geschirrkammer sowie die Häuser für die Bediensteten gruppierte. Die Fassade des Hauptgebäudes hielt er schlicht, ebenso die Innengestaltung des gesamten Anwesens. Einziges Zugeständnis an den damals üblichen Prunkstil war der von Kirdorf gewünschte Wintergarten.
Berühmtester Gast des Streithofs war Adolf Hitler, der seinen Freund und Förderer Kirdorf mehrfach auf dessen Mülheimer Anwesen besuchte. Von großem öffentlichen Aufsehen begleitet war Hitlers letzter Besuch im Jahre 1937 anlässlich des 90. Geburtstages von Kirdorf.
Nach Kirdorfs Tod 1938 stand der Streithof zunächst leer, wurde bei Kriegsende geplündert und diente dann einige Jahre als britische Offiziersunterkunft. 1951 ging das Gebäude in den Besitz des Deutschen Roten Kreuzes (DRK) über, das dort ein Seniorenheim einrichtete. 1972 wurde die unrentable Seniorenresidenz zu einer Fachklinik für Suchtkranke umgebaut. Die Einrichtung blieb zunächst in der Trägerschaft des DRK, wurde dann aber 1999 an das Duisburger Psychotherapeutische Institut Bergerhausen unter der Leitung von Hans-Werner Gessmann abgegeben. Die Landesregierung NRW beschloss in der Folgezeit kleine Krankenhäuser nicht mehr in den Krankenhausbedarfsplan aufzunehmen. Die sehr erfolgreich arbeitende Psychiatrische Klinik nahm aus wirtschaftlichen Gründen ein Ende.